# 서울잠일초등학교
서울잠일초등학교(서울蠶一初等學校)는 대한민국 서울특별시 송파구에 있는 공립 초등학교이다.

## 학교 연혁
- 1976년 10월 2일: 제1대 박종구 교장 부임
- 1979년 2월 12일 서울잠일국민학교로 설립인가
- 1987년 3월 10일: 병설유치원 개원
- 1997년 4월 12일: 서울잠일초등학교로 교명변경
- 2005년 3월 1일: 잠실주공아파트 재건축으로 인해 휴교
- 2008년 1월 1일: 서울잠일초등학교 재개교
- 2008년 4월 5일: 제 9대 장상전 교장 부임
- 2012년 6월 29일: 제 10대 어성혜 교장 부임
- 2016년 2월 29일: 제19회 졸업식(6학년 921명 졸업)
- 2016년 : 제 11대 김해충 교장 부임
- 2019년 9월 1일: 제 12대 최문환 교장 부임
- 2020년 4월 15일: 제20회 입학식(1학년 923명, 특수반 243명 입학)
- 2023년 9월 1일: 제 13대 김애경 교장 부임

## 참고 자료
- 서울잠일초등학교 - 한국교육학술정보원 학교알리미